# Chimarra fuscipes
Chimarra fuscipes är en nattsländeart som beskrevs av Douglas E. Kimmins 1958. Chimarra fuscipes ingår i släktet Chimarra och familjen stengömmenattsländor. Inga underarter finns listade i Catalogue of Life.